# São Domingos (Goiás)
São Domingos is een gemeente in de Braziliaanse deelstaat Goiás. De gemeente telt 10.116 inwoners (schatting 2009).